# پیتر بورلینگ
پیتر بورلینگ (انگلیسی: Peter Burling؛ زادهٔ ۱ ژانویه ۱۹۹۱) قایقران قایق بادبانی اهل نیوزیلند است.